# Burtschütz
Burtschütz ist ein Ortsteil von Tröglitz innerhalb der Gemeinde Elsteraue im Burgenlandkreis in Sachsen-Anhalt.

## Geschichte

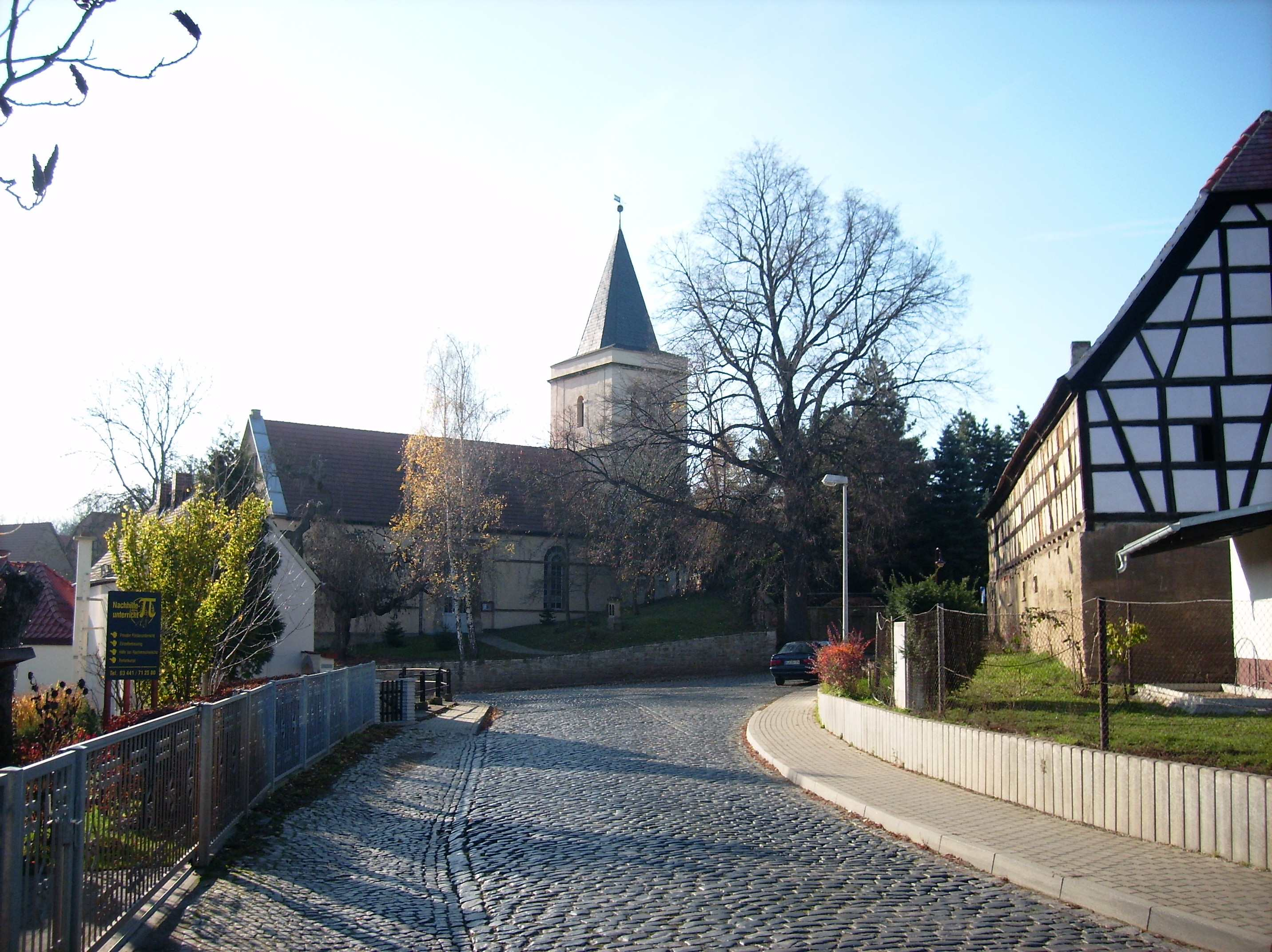
Die Kirche in Burtschütz (2008)

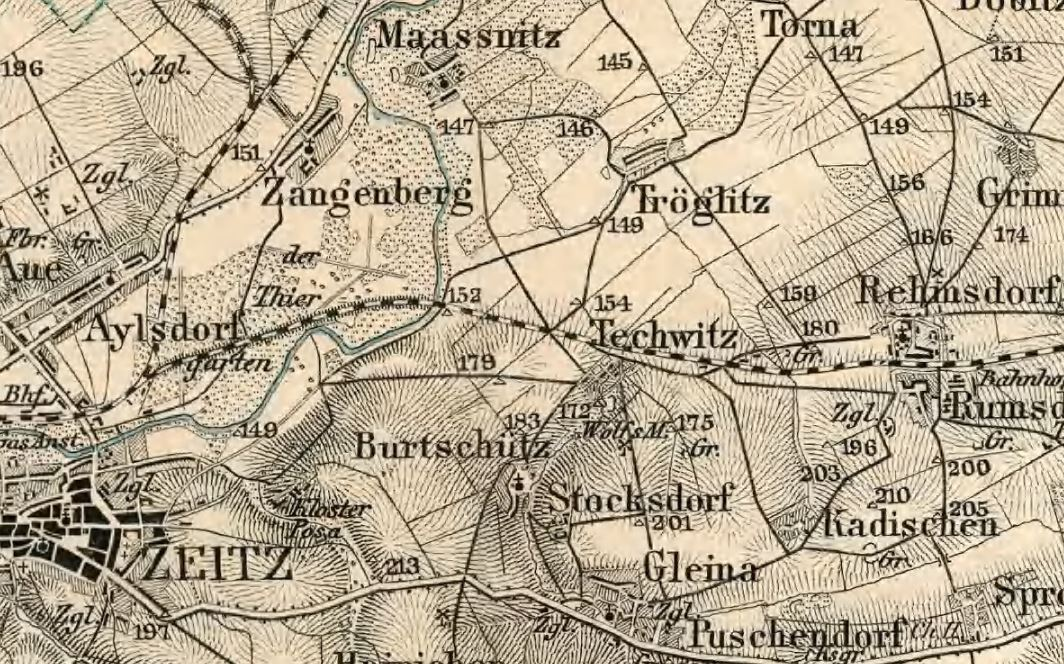
Ortslage von Burtschütz um 1893

Burtschütz, gelegen an der Schwennigke, war ursprünglich ein wendisches Rundlingsdorf. Der Ort wurde erstmals 1069 urkundlich erwähnt, als Heinrich IV. sechs Dörfer der Umgebung dem Bistum Naumburg schenkte. Im Zuge der Christianisierung erhielt Burtschütz eine von den Mönchen des Klosters Posa betreute kleine Holzkapelle, die 1638 durch eine Kirche aus Stein ersetzt wurde. Aufgrund von Baufälligkeit entstand ab 1834 das heutige Gotteshaus, dessen Einweihung am 17. September 1837 erfolgte. Baumeister dieser typischen Schinkelkirche war ein Schüler von Karl Friedrich Schinkel. Die Kirche steht unter Denkmalschutz und erhielt 2021 eine Komplettsanierung.
Im Dreißigjährigen Krieg befand sich in Burtschütz während der Belagerung der ehemaligen Zeitzer Bischofsburg im Juni 1644 durch die Kaiserliche Armee das Hauptquartier des Feldmarschalls Graf Gallas, der als Nachfolger Wallensteins die Kaiserlichen Truppen führte. Nach erfolgter Einnahme und Zerstörung der Bischofsburg wurden die Gefangenen nach Burtschütz gebracht, die deutschen Soldaten unmittelbar ins Kaiserliche Heer eingestellt, alle anderen nach ein paar Tagen freigelassen. In der Folgezeit entstanden mehrere Fachwerkhäuser und Hofstellen, die unverändert den alten Ortskern prägen. Genauso wie die Kirche stehen heute fast alle Burtschützer Höfe unter Denkmalschutz.
Das Dorf gehörte seit dem Mittelalter zum Amt Zeitz im früheren Bistum Naumburg, aus dem das Hochstift Naumburg-Zeitz hervorging. Im Jahr 1657 gelangte Burtschütz an das Fürstentum Sachsen-Zeitz und ab 1718 zum Kurfürstentum Sachsen, woraus 1806 das Königreich Sachsen entstand. In Folge der Beschlüsse auf dem Wiener Kongress kam im Jahr 1818 das Amt Zeitz in den neu gebildeten Landkreis Zeitz im Regierungsbezirk Merseburg der nunmehr preußischen Provinz Sachsen. Ab 1822 verzeichnete Burtschütz etwa 190 Einwohner. Neben mehreren Bauernhöfen, einer Gärtnerei und zwei Gaststätten gab es zu dieser Zeit im Ort unter anderem Fisch- und Milchhändler, Schumacher- und Schneidermeister. Um 1900 lebten in Burtschütz 170 Personen, deren Anzahl bis 1933 auf 213 und bis 1939 auf 281 stieg. Mit Wirkung zum 15. November 1928 wurden große Teile von Flurstücken des Klosters Posa nach Burtschütz eingemeindet.
Am 1. Mai 1937 begann die Braunkohle-Benzin AG (Brabag) in Tröglitz, etwa 2500 m nordöstlich von Burtschütz entfernt, mit dem Bau des Hydrierwerks Zeitz, das ab dem 2. Januar 1939 die Produktion synthetischer Kraftstoffe aufnahm. Im gleichen Zeitraum entstand für die Brabag-Belegschaft unter anderem zwischen Burtschütz und Techwitz eine komplett am Reißbrett entworfene Werkssiedlung, welche die rund 1400 m große Lücke zwischen den beiden Orten schloss. Damit wurden die beiden Bauerndörfer faktisch in die Gestaltung der Tröglitzer Wohnbebauung integriert, die sich an der Gartenstadtkonzeption der 1930er-Jahre orientierte. Auf Burtschützer Gebiet entstanden 140 Siedlungshäuser und 112 Volkswohnungen mit vier bis fünf Zimmern in zweigeschossigen Mietshäusern. Mit Wirksamkeit zum 29. März 1943 folgte die Eingliederung von Burtschütz und Techwitz in Tröglitz.

## Gegenwart
Tröglitz und seine Ortsteile schlossen sich 2003 mit der Gemeinde Elsteraue zusammen. Im Jahr 2019 lebten im Tröglitzer Ortsteil Burtschütz 120 Menschen.